# Fire Emblem Awakening
Fire Emblem Awakening — тактическая ролевая игра, разработанная Intelligent Systems и изданная Nintendo для Nintendo 3DS в 2012 году. Является частью серии Fire Emblem и первой игрой серии, разработанной для Nintendo 3DS. Игровой процесс, как и в предыдущих играх Fire Emblem, сосредоточен на тактическом перемещении персонажей по разделённому на клетки полю боя и сражениях с вражескими юнитами. Другими особенностями игры также являются возможность развивать отношения между персонажами для улучшения их способностей и выбор между несколькими ракурсами камеры во время боя.
Действия сюжета разворачиваются спустя 2000 лет после событий первой части Fire Emblem и Fire Emblem Gaiden. В центре истории — Хром, принц Илисса, и его личная армия, «Пастыри» (англ. Shepherds). Они спасают страдающего амнезией аватара игрока по имени Робин (чьи имя, пол и внешность можно настроить), который становится их тактиком. По ходу сюжета армия Хрома путешествует по Иллису, защищая земли от нежити, называемой «Восставшими» (англ. Risen), и от атак враждебного государства Плегия.
Разработка Fire Emblem Awakening началась в 2010 году. Ключевые роли в ней исполняли ветераны разработки этой серии игр из компании Intelligent Systems под руководством Nintendo. Поскольку продажи предыдущих частей серии падали, Awakening создавалась как потенциально последняя игра серии, вобравшая в себя элементы всех предыдущих игр Fire Emblem. Nintendo 3DS всё ещё находилась в стадии доработки её создателями, но команда при разработке графики и контента опиралась на уже имеющиеся возможности консоли. Некоторые геймплейные решения были встречены неоднозначно (например, возможность отключить перманентную смерть персонажей — одну из ключевых особенностей франшизы).
После своего выхода Fire Emblem Awakening получила признание критиков и показала высокие продажи по всему миру. Многие издания хвалили общее состояние игры, её сюжет, персонажей, нововведения в игровом процессе и доступность для новичков. Игру номинировали на множество наград от игровых изданий, а также часто упоминали как одну из лучших игр для Nintendo 3DS или вовсе одну из лучших видеоигр всех времён. Также считается, что она способствовала росту продаж Nintendo 3DS, а её коммерческий успех обеспечил продолжение серии. Следующая часть серии, Fire Emblem Fates, вышла в 2015 году для Японии и в 2016 для остального мира.

## Игровой процесс
Fire Emblem Awakening начинается с создания персонажа — Аватара. По умолчанию его зовут Робин, однако игрок может сам выбрать его имя, пол, цвет волос, черты лица и голос. В игре есть два режима: «Казуальный» (Casual Mode) и «Классический» (Classic Mode). В «Классическом» режиме павшие в бою персонажи погибают навсегда и становятся недоступными до самого конца игры. «Казуальный» режим позволяет отключить перманентную смерть: погибшие персонажи в конце сражения возрождаются. Если в любом из этих режимов в бою погибает Хром или персонаж игрока, игра заканчивается сообщением «Game Over», и битву приходится начинать заново. Также в игре есть несколько уровней сложности, три из которых — «Нормальный» (Normal), «Сложный» (Hard) и «Безумный» (Lunatic) — являются стандартными. Четвёртый уровень сложности, «Безумный+» (Lunatic+), открывается после прохождения игры на «безумной» сложности. Режим и уровень сложности можно выбрать в начале новой игры.
Своим отрядом персонажей игрок перемещается по карте мира к новым и уже посещённым локациям. Время суток на карте мира синхронизировано с часовым поясом и временем суток игрока. В новых локациях могут находиться как миссии основного сюжета, так и побочные истории, называемые Паралогами (англ. Paralogues), где можно завербовать новых персонажей. В ранее посещённых локациях есть магазины с новым оружием, а также могут происходить случайные стычки с врагами. Между прохождением миссий для посещения доступна обустраиваемая центральная база, «Казармы» (англ. Barracks), где можно наблюдать за взаимодействиями между персонажами и заниматься различными активностями. Не считая персонажей из DLC, игрок может завербовать сорок девять союзников: двадцать восемь из основного сюжета и двадцать одного из Паралогов. На игровой карте мире используются эксклюзивные для Nintendo 3DS функции SpotPass и StreetPass: во время путешествий игрок может встречать других игроков и взаимодействовать с ними через StreetPass. С этими игроками можно сразиться (оба игрока выступают с отрядом, состоящим максимум из десяти персонажей из своего мира), а победитель на время сможет пользоваться отрядом проигравшего. В боевой отряд можно включить и своего Аватара, который в случае поражения также будет отдан другому игроку во временное пользование.

### Боевая система

Скриншот битвы в Fire Emblem Awakening с двумя персонажами и основными боевыми механиками.

В Awakening используется пошаговая боевая система тактической ролевой игры. Боевое поле отображается на верхнем экране 3DS, а информация о юнитах — на нижнем. В начале сражения игрок выбирает ограниченное количество персонажей, которые будут участвовать в бою; ими можно управлять либо вручную, либо через опцию автобоя. Перемещаются персонажи по разбитому на клетки полю. Во время боя подконтрольные игроку спрайтовые персонажи и вражеские юниты под управлением искусственного интеллекта игры ходят по очереди; для нейтральных юнитов под управлением ИИ, если таковые имеются, выделяется дополнительный ход. Персонажи игрока, расположенные на соседних клетках, дают друг другу пассивные усиления и могут выполнять такие действия, как блокирование атак. Двух персонажей также можно объединить в один мобильный юнит, что позволяет им атаковать одновременно. По мере укрепления отношений между персонажами они начинают получать бо́льшие бонусы к силе и эффективности за такое объединение. Во время сражения графика становится трёхмерной, а с помощью стилуса для консоли 3DS можно включить дополнительные ракурсы камеры, включая вид от первого лица глазами играбельного персонажа.
Во время битв персонажи зарабатывают очки опыта (EXP) за успешно выполненные действия. Когда персонаж набирает 100 EXP, он повышает свой уровень, получает дополнительные характеристики и изучает новые навыки. В игре используется классовая система персонажей. В базовой игре (без DLC) доступно сорок два класса. У каждого персонажа, включая Аватара, имеется стартовый класс. По достижении 10-го уровня они могут либо улучшить свой класс, сделав его Продвинутым, либо «переклассифицироваться» с помощью особых предметов — «Мастер-печати» и «Второй печати». Мастер-печать улучшает класс персонажа, повышая его характеристики и предоставляя доступ к новым наборам навыков или видам оружия. Вторая печать позволяет персонажу сменить класс, если он достиг 10-го уровня или получил Продвинутый класс. При смене класса уровень персонажа сбрасывается до 1-го, но он сохраняет свои характеристики и способности. Классы, в которые может переклассифицироваться большинство персонажей, ограничен, однако Аватар может переклассифицироваться в любой класс, доступный для его пола. Последующие смены классов также сохраняют навыки, изученные в предыдущих классах. Класс персонажа влияет как на его атаки, так и на мобильность на поле боя: например, маги и лучники могут атаковать с бо́льшего расстояния, чем юниты ближнего боя, атаки конных юнитов мощнее атак пехоты, а летающие юниты обладают большей дальностью передвижения.
Отношения между персонажами развиваются через специальные диалоги поддержки, которые доступны в промежутке между главами. Обычные уровни отношений имеют оценки C, B и A, где A означает близкую дружбу. Для персонажей противоположного пола доступен дополнительный уровень S, при котором они влюбляются, женятся и заводят детей. Отношения оказывают прямое влияние на бои: определённые пары персонажей за хорошие отношения получают положительные эффекты, такие как дополнительное движение или автоматически применяемая защита. В специальных дополнительных миссиях, которые становятся доступны на карте мира после заключения парой персонажей брака, можно найти и получить себе в команду их детей, чьи внешность и способности зависят от родителей. Большинство персонажей имеют ограниченный список тех, с кем они могут вести диалоги поддержки; Аватар же может построить отношения с кем угодно и, в зависимости от выбранного пола, вступить в брак с любым персонажем из любого поколения, если тот не является его прямым потомком.

## Сюжет

### Мир и персонажи
Действие игры разворачивается примерно через 2000 лет после событий оригинальной Fire Emblem и Fire Emblem Gaiden. В древние времена Падший дракон Грима пытался уничтожить мир. Чтобы остановить его, Божественный дракон Нага избрала правителя Святого Королевства Илисс, который стал Первым Экзальтом. Она даровала ему два могучих магических артефакта, выкованных из её клыков: Фальшион, меч, способный сражать драконов, и Огненную Эмблему, магический щит. Экзальт сразил Гриму, погрузив его в долгий сон. С тех пор континенты Аркания и Валентия стали называться Илисс и Вальм.
В настоящее время земли Иллиса разделены между тремя странами: это управляемое Экзальтом Эммерин Святое Королевство Илисс, продолжающее поклоняться Наге под защитой «Пастырей»; королевство Плегия, поклоняющееся Гриме; и Регна Ферокс, страна, правители которой периодически борются за власть. За пятнадцать лет до событий Awakening последний Экзальт Илисса, отец Эммерин, вёл религиозную войну против Плегии, что нанесло огромный ущерб обеим странам и оставило взаимную неприязнь. Благодаря мирному правлению Эммерин, Илисс постепенно оправился от той войны.

### История
После сна страдающего амнезией главного героя, в котором тот убивает Хрома, он пробуждается в поле, где его находят сам Хром и члены его личной армии, Пастыри, и берут с собой. Аватар вступает в их ряды, проявив качества тактика во время защиты близлежащего города от плегийских налётчиков. Заключив союз с Регной Ферокс, Пастыри отправляются сражаться с силами Плегии и монстрами-призраками, Восставшими. Им помогает человек в маске, называющий себя «Мартом». Во время столкновения между Плегией и Пастырями, Валидар и его приспешники чуть не убили Эммерин. Однако благодаря «Марту», который знал об этом заговоре заранее, а также оказался женщиной, убийство удалось предотвратить. Вскоре после этого Эммерин отправилась на переговоры с королём Гангрелом, правителем Плегии, однако была захвачена им в плен. В обмен на её жизнь король потребовал Эмблему Огня. Хром был уже готов принять условия Гангрела, однако Эммерин не позволила этому случиться, сбросившись со скалы, за что стала мученицей как для Илисса, так и для Плегии. В конце концов, Пастыри одолели Плегию и Гангрела и восстановили мир на континенте.
Спустя 2 года после победы над Гангрелом, Хром наследует трон Илисса, женится и становится отцом новорождённой дочери по имени Луцина. Появилась угроза в лице императора Вальхарта из Вальма, который угрожает вторгнуться в Илисс, так что Хром вновь встал во главу Пастырей. Во время военной кампании возвращается «Март» и открывает ему, что на самом деле она — Луцина, прибывшая из альтернативной временной линии будущего, в которой воскрес Грима. Луцина использовала заклинание путешествия во времени, созданное Нагой, чтобы вернуться в прошлое и предотвратить события, приведшие к такому. Чтобы сразиться с Гримой, Хром должен совершить «Пробуждение» (Awakening) — ритуал, дарующий ему силу Наги, — объединив Эмблему Огня с пятью магическими камнями, распределёнными между разными народами. Во время и после войны в Вальме Пастырям удаётся заполучить четыре камня, но Валидар, новый король Плегии и отец главного героя, заманивает их в засаду под предлогом, что он отдаст последний камень. Валидар берёт протагониста под свой контроль, крадёт Эмблему Огня у Хрома и раскрывает, что Робин был(а) рождён(а) как идеальный сосуд для перерождения Гримы. Луцина понимает, что в её временной линии Грима использовал главного героя, чтобы убить Хрома, так что пытается его/её казнить. Хром, уверенный, что Робин сможет преодолеть контроль Гримы, заставляет Луцину остановиться; в альтернативном варианте, если Робин — муж или мать Луцины, та не сможет довести дело до конца и отступит сама. Пастырям удаётся выследить Валидара, который использовал главного героя для атак по Хрому, повторяя события из предчувствия «Незримые Узы». Однако благодаря своему предвиденью протагонисту удаётся предотвратить смерть Хрома, что позволяет Пастырям убить Валидара и вернуть Эмблему Огня.
Из будущего Люцины появляется одержимый главный герой и рассказывает, что амнезия его версии из этой временной линии была вызвана неудачной попыткой Гримы завладеть ей. Затем Робин из будущего использует силу, собранную для воскрешения Гримы, чтобы восстановить его драконью форму. Хром совершает Пробуждение и призывает Нагу, которая сообщает, что, хотя теперь у него и появилась сила остановить Гриму, её собственных сил хватит лишь на то, чтобы усыпить его ещё на тысячу лет. Она говорит ему, что единственный способ по-настоящему уничтожить Гриму — это убить его руками главного героя, что приведёт к смерти их обоих. Она добавляет, что Робин может выжить, если его/её связь с Хромом и Пастырями окажется достаточно сильна. В финальной битве Пастырям удаётся достаточно ослабить Гриму, и Хром, который не хочет жертвовать Аватаром, предлагает нанести последний удар собственноручно. В зависимости выбора игрока, игра придёт к одной из двух разных концовок. Если последний удар наносит Хром, Грима снова засыпает на тысячу лет, однако Аватар таким исходом разочарован. Если же последний удар наносит Робин, погибают и он/она, и Грима. Несмотря на это, Хром и Пастыри отказываются верить, что Аватар мёртв, и клянутся отыскать и вернуть его. В сцене после титров Робин пробуждается в поле, похожем на то, в котором он/она оказался в самом начале игры, где того встречают обрадованные возвращению Хром и Лисса.

## Разработка
Разработка Fire Emblem Awakening на этапе планирования началась в 2010 году, когда директор Nintendo SPD Гэнки Ёкота заканчивал работу над игрой Xenoblade Chronicles для Wii. Игру создавала постоянный разработчик игр этой серии — компания Intelligent Systems. В состав её команды входили ветераны разработки Fire Emblem, включая менеджера проекта Масахиро Хигути, первой игрой серии которого была ещё Fire Emblem: Genealogy of the Holy War, и продюсера Intelligent Systems Кохэя Маэду, который начал свою карьеру в качестве сценариста Fire Emblem: The Binding Blade. Первые обсуждения игры начались после завершения разработки Fire Emblem: New Mystery of the Emblem, ремейка третьей части серии для Nintendo DS. В первый год прогресс двигался очень медленно, а продюсер Хитоси Ямагами в основном организовывал структуру самой разработки. По завершении этого процесса он передал основные производственные обязанности соруководителю Гэнки Ёкоте. Арт-директором выступил Тосиюки Кусакихара. Дизайном персонажей занимались Кусакихара и Юсукэ Кодзаки. Кусакихару к разработке привлекли для того, чтобы он предложил новые идеи для команды и свежий взгляд на серию Fire Emblem, в то время как Кодзаки был приглашён для создания особого художественного стиля, который был бы хорошо принят за рубежом, так как этого ему удалось добиться в его предыдущей работе - игре No More Heroes для Wii. Во время разработки Кусакихара и Кодзаки проводили длительные совещания касаемо различных аспектов игры. Со слов Кусакихары, эти совещания были невероятно трудоёмкими, так что он даже сравнил свою ситуацию с легендой об Урасиме Таро.
Из-за снижения продаж игр этой серии Nintendo сообщила разработчикам, что Awakening станет последней игрой Fire Emblem, если её продажи не достигнут 250 000 копий. В команде это вызвало панику, так что её члены стали рассматривать включение большого количества новых для игры элементов. Среди идей были современный сеттинг мира или планета Марс в качестве места действия. В конце концов, команда решила, что эти такие нововведения скорее оттолкнут игроков, так что решила придерживаться средневекового сеттинга и стиля предыдущих игр Fire Emblem. В качестве компромисса было решено сделать игру «кульминацией» всех вышедших на тот момент игр серии Fire Emblem, включив элементы игрового процесса из нескольких других частей. Этот подход был одобрен, хотя такое решение также создало трудности с выбором игровых механик для добавления и их балансировкой и исправлением конфликтов. Из концепции такой ультимативной игры и родилось название, «Awakening» (Пробуждение). Изначально его невзначай предложил Ямагами во время обсуждения с Ёкотой идей для названия, и тому оно понравилось. По мере продвижения разработки команда продолжала предлагать идеи для нововведений, реализация которых увеличивала рабочую нагрузку, но также и помогала сохранять позитивный настрой, несмотря на возникшее давление от руководства. Внутри команды игра называлась «Fire Emblem Fin: The Children from the Brink».
Сперва Маэда прописал общую структуру сценария, а затем команда детально проработала события каждой главы. Некоторые ключевые сюжетные моменты, такие как раскрытие настоящей личности «Марта», были прописаны на раннем этапе разработки, в то время как немало других сюжетных поворотов появилось уже в ходе более подробной проработки сценария. Многие из них были добавлены по предложению разработчиков из Intelligent Systems и Nintendo. Двумя ключевыми темами сюжета игры стали любовь между персонажами и связи, которые развивались между ними по ходу истории. Последняя тема нашла отражение и в игровом процессе через совместные действия, которые доступны персонажам, находящимся на соседних клетках боевого поля. Озвучка, хотя и присутствовала, ограничивалась короткими репликами, передающими определённые эмоции. Это было связано с опасениями команды относительно объёма работ по игре, который значительно бы возрос при полной озвучке, а также её влиянию на темп повествования. Для голосов персонажей команда привлекла многих известных английских и японских актёров озвучивания. Для сцен «признаний» персонажей были созданы отдельные специальные озвученные реплики и визуальные эффекты. У всех основных персонажей были своя предыстория и соответствующий характер. Первым полностью проработанным персонажем стал ребёнок Иниго, созданный дизайнером персонажей Нами Кумору. Для прописывания диалогов была нанята большая команда сценаристов, для которых создали «сценарную библию» с описанием личностных черт героев истории. При разработке игровых персонажей и врагов команда учла отзывы фанатов, которые просили дать имена всем персонажам, включая обычных солдат. Стремясь создать ощущение, что у каждого в игре есть свои уникальный характер и личная жизнь, разработчики создали для всех действующих лиц полноценные иллюстрации. Создание персонажей оказалось одной из самых сложных частей разработки. При продумывании их дизайна Кодзаки учитывал предыстории: например, персонаж-вор Гайус был изображён с мешочком сладостей, так как очень их любил. Кодзаки также отвечал за создание 2D-артов, которые показывали персонажей во время диалогов. Музыкальное сопровождение было написано Хироки Мориситой и Реем Кондо.

### Дизайн

Опциональный вид от первого лица во время боя — одна из нескольких новых для серии Fire Emblem особенностей — был добавлен для увеличения свободы действий игрока и демонстрации 3D-возможностей консоли.

Как только Nintendo дала разработке зелёный свет, Intelligent Systems сформировала небольшую внутреннюю команду для работы над проектом. Awakening стала первой игрой из серии Fire Emblem для Nintendo 3DS. Платформа на тот момент ещё не была выпущена и находилась на стадии финальной разработки, поэтому, хоть у команды и было много идей для добавления новых функций, о возможностях системы они имели лишь ограниченное представление. Из-за этого разработчикам сложно было придумать, как реализовать взаимодействие 2D-спрайтов и 3D-окружения и избежать при этом клиппинга. Одной из примечательных особенностей, которые так и не были реализованы, были ступни у моделек персонажей. Изначально идея заключалась в добавлении персонажам уникальной и единообразной деформации. Но поскольку команда мало знала о мощности процессора консоли, количество «костей» у 3D-моделей пришлось на всякий случай сократить. В итоге кости, необходимые для деформации лодыжек и ступней, были убраны. Как выяснилось позже, эту идею всё же можно было реализовать, но команда решила оставить её для будущей игры, если таковая появится. По другой версии разработчики хотели, чтобы игроки сосредоточились на верхней половине персонажей, поэтому сделала их головы большими и проработанными, а ноги уменьшили и упростили.
Графическое отображение персонажей на карте также претерпели изменения. Сперва часть команды полагала, что для отображения персонажей достаточно будет показывать их экипировку и иконку класса, однако позднее было решено придать им всем индивидуальности. Также в этой части удалось добавить больше уникальных выражений лиц персонажей, чем их было в предыдущих играх серии, что позволило передавать более широкий спектр эмоций в драматических сценах. Другим нововведением части стали проработанные эффекты окружения, например, облака пыли, поднимающиеся при выполнении персонажами действий в бою. При создании внутриигровых кат-сцен команда стремилась к грандиозности и зрелищности, черпая вдохновение из вступительных заставок тайга-дорам. Японская анимационная компания Kamikaze Douga отвечала за курирование производства кат-сцен и за художественные материалы для них. Анимацией видеороликов занималась Studio Anima. По словам членов команды, их запрос к Studio Anima заключался в том, чтобы мир во время полноценно анимированных кат-сцен, вставляемых в ключевые моменты сюжета, «оживал».
Игровому процессу пристальное внимание было уделено в первую очередь. Для тестов геймплея использовалась стартовая карта из Mystery of the Emblem. Сперва разработчики реализовали переключение между пиксельными спрайтами персонажей размером 16x16 и 24x24 в зависимости от расстояния камеры до них. Но в конечном итоге вместо переключения между типами графики было решено использовать аппаратную систему масштабирования, чтобы в бою сохранялась стабильная частота кадров. При разработке уровней создавались как коридорные карты с сюжетно-ориентированной структурой, так и карты, предоставляющие игроку свободу действий. Нововведением в боевой системе серии стало добавление опциональное переключение на вид от первого лица во время сражений. Это было сделано с расчётом на западную аудиторию, которой разработчики хотели предоставить выбор перспективы в бою и продемонстрировать 3D-эффекты платформы. Уровни сложности игры стали для разработчиков предметом множественных споров. Обсуждалось всё: от их названий и до возможности менять сложность прямо во время прохождения, что, по мнению некоторых из команды, противоречило традициям серии Fire Emblem. Также велись споры о необходимости системы брака и её механиках. Хотя что-то и было реализовано без особых проблем, возникли разногласия по поводу возможности вступать в брак с любым из персонажей, а предложение Кусакихары о поцелуе между персонажами в качестве завершения каждого романа и вовсе было отклонено. Интерфейс и графику разработчики постарались сделать интуитивно понятными для игроков. Например, курсор, который в предыдущих играх имел треугольную форму, в Awakening был изменён на указующую руку. Одной из наиболее спорных идей, вошедших в финальную версию игры, стал «Казуальный режим» (Casual Mode), впервые представленный в New Mystery of the Emblem, который давал игроку возможность отключить перманентную смерть персонажей. Изначально сотрудники Nintendo и Intelligent Systems выступали против этого режима, но Ямагами и другие члены команды успешно отстояли его добавление. Позиция Ямагами заключалась в том, что современные игроки не обрадуются необходимости тратить дополнительное время на игру из-за гибели персонажа. Awakening, по словам разработчиков, стала первой игрой серии, которая соответствовала популярному образу игр Nintendo как лёгких в освоении и дружелюбных к игроку.

## Выход
Игру анонсировали в сентябре 2011 года. и выпустили для Японии 19 апреля 2012 года; 4 февраля 2013 года для Северной Америки и 19 апреля 2013 года для Европы, Австралии и Азии. В качестве промоакции Nintendo выпустила бандл (набор) с ограниченным изданием Nintendo 3DS и предустановленной Awakening. Английская локализация игры заняла около года и осуществлялась Nintendo of America совместно с независимой компанией по локализации видеоигр 8-4, которая ранее локализовала Fire Emblem: Shadow Dragon. Английская версия игры содержала и английскую, и японскую звуковые дорожки. Ограниченный набор с лимитированной 3DS и предустановленной Awakening, как и для Японии, был выпущен и для Северной Америки и Европы, причём в Европе в состав набора вошла также модель 3DS XL.

### DLC
Fire Emblem Awakening стала первой игрой от Nintendo, которая продавалась в бандлах и при этом получила DLC после выхода. Это были дополнительные карты и персонажи из предыдущих частей серии Fire Emblem. Идея создания DLC возникла, когда разработка игры близилась к завершению, а основной сюжет уже был утверждён, так что команда могла добавлять только тот контент, который не требовал бы его переписывания. Выбирая персонажей для включения в DLC, команда сосредоточилась на знаковых героях предыдущих частей, отобрав из них наиболее подходящих для игры и оставив окончательное решение за Маэдой. За несколько месяцев с релиза игры было выпущено более двадцати различных игровых карт (выпускалось примерно по карте в неделю). Nintendo приняла решение выпускать DLC для игры одновременно во всех регионах, где она была доступна. После выхода DLC его можно было получить через систему SpotPass, интегрированную в игру: в определённый момент сюжета персонажи получают доступ к области под названием «Врата Иномирья», откуда они и перемещаются на карты из DLC. Иллюстрации для дополнительных персонажей создавали различные художники, как новые (например, Кимихико Фудзисака), так и те, кто уже работал над предыдущими играми серии (такие как Сэнри Кита). Одна из карт DLC при выпуске в Северной Америке и Европе подверглась цензуре: один сплеш-арт с женским персонажем Тарьей в купальнике изменили, прикрыв её нижнее бельё.

## Отзывы критиков
| Сводный рейтинг       | Сводный рейтинг    |
| Агрегатор             | Оценка             |
| --------------------- | ------------------ |
| GameRankings          | 92,52 %            |
| Metacritic            | 92/100 (72 обзора) |
| Иноязычные издания    |                    |
| Издание               | Оценка             |
| 1UP.com               | A−                 |
| Destructoid           | 9/10               |
| EGM                   | 9/10               |
| Eurogamer             | 10/10              |
| Famitsu               | 36/40              |
| Game Informer         | 9/10               |
| GameSpot              | 8.5/10             |
| GamesRadar+           | [ 55 ]             |
| GameTrailers          | 8.5/10             |
| IGN                   | 9.6/10             |
| Nintendo Life         | 9/10               |
| Nintendo World Report | 9.5/10             |
| Polygon               | 8.5/10             |

Fire Emblem Awakening получила всеобщее признание критиков, её средний балл на Metacritic составляет 92/100 на основе 72 рецензий. После релиза она была включена изданием GameSpot в список лучших игр для 3DS и заняла второе место в аналогичном списке от GameTrailers. IGN включил игру в два своих списка: она заняла 2-е место в топе 25 лучших игр для Nintendo 3DS и 21-е место в топе 125 лучших игр Nintendo всех времён. Редакция Slant Magazine присудила ей одиннадцатое место в рейтинге лучших видеоигр 2013 года.
Famitsu в своём обзоре отметили, что игра придётся по вкусу как преданным фанатам серии, так и новичкам, поскольку учитывает интересы обеих групп, и особенно похвалили новые элементы игрового процесса. Одри Дрейк из IGN назвала Awakening «самой приятной и потрясающей стратегической RPG для портативных устройств, которая на сегодняшний день предлагает лучшее повествование и техническое исполнение среди всех игр для 3DS». Джереми Пэриш, пишущий для 1UP.com, заявил, что, хотя серия Fire Emblem мало изменилась за эти годы, занимая почётное место в своём жанре, внесённые Intelligent Systems изменения сделали Awakening «захватывающей игрой, которая надолго останется актуальной». Главной его претензией был искусственный интеллект противников, который иногда нарушал баланс игрового процесса. Рэй Карсильо из Electronic Gaming Monthly, хоть и разделял претензию Пэриша об отсутствии опции рестарта уровней, назвал Awakening «возможно, лучшей Fire Emblem, выходившей в Штатах за всё время». В то же время Рич Стэнтон из Eurogamer, поставив игре высший балл, назвал её «особенной игрой», отдельно похвалив поднимаемые в ней сюжетные темы и то, как она заставила переживать за своих персонажей.
Издание GameTrailers отметило, что «благодаря развитию социальной системы и боевых механик, игра делает уверенный шаг вперёд, и устоявшаяся формула серии от этого только выигрывает». Несмотря на смешанные впечатления от интерфейса и многопользовательского режима, Хайди Кемпс из GameSpot назвала Awakening лучшей частью серии, выходившей за последнее время. Алекса Рэй Корриа, пишущая для Polygon, заявила, что команда разработчиков «добавила в проверенную временем формулу Fire Emblem ровно столько, чтобы усложнить предлагаемые игрой испытания, не отрываясь при это от истоков серии». Кимберли Уоллес из Game Informer сказала: «Awakening заставила меня отчаянно бороться за победу, смакуя каждый миг». Крис Картер из Destructoid вслед за Famitsu порекомендовал её как старым, так и новым игрокам, отметив: «Если вы давно хотели приобщиться к играм Fire Emblem, эта игра станет отличным стартом. Если же вы уже их давний игрок, вы будете чувствовать себя как дома».
Кузнец, известный в сети под псевдонимом «Man at Arms», привлёк немалое внимание игровых СМИ, создав копию Фальшиона Хрома из игры.

### Награды
После своего выхода Awakening была номинирована на множество наград. На Famitsu Awards 2012 игра вошла в число проектов, удостоенных «Excellence Award». На Западе она была номинирована на Spike Video Game Awards 2013 в категории «Лучшая RPG». Игра также была номинирована в нескольких категориях премии «Игра года 2013» от Destructoid, включая номинации «Игра года», «Лучшая ролевая игра», «Лучший сюжет» и «Лучший саундтрек». Её номинировали на звание «Игра года 2013 для Nintendo 3DS» от GameSpot. В рамках награждения «Лучшее за 2013 год» от IGN игра победила в категориях «Лучшая стратегическая игра для 3DS» и «Лучший сюжет на 3DS». На Game Developers Choice Awards 2014 она была номинирована в категории «Лучшая портативная/мобильная игра». На 17-й ежегодной премии D.I.C.E. Awards Академия Интерактивных Искусств и Наук номинировала Fire Emblem Awakening на «Портативную игру года» и «Стратегию/симулятор года».

### Продажи
Запуск игры в Японии продемонстрировал невероятные показатели продаж: Awakening стала самой быстропродаваемой частью серии с тех пор, как подробные еженедельные подсчёты вообще начали вести. За первую неделю было продано 242 600 копий игры, что позволило ей возглавить чарты продаж и превзойти стартовые показатели двух предыдущих частей серии. Было распродано 81,63% первоначальной партии, что привело к дефициту в некоторых магазинах. Японская аналитическая компания Media Create объяснила столь высокие стартовые продажи рекламной кампанией Nintendo и пятилетним перерывом между релизами игр серии. Спрос на лимитированное японское издание также превзошёл ожидания Nintendo, а сайт предзаказов не выдержал наплыва желающих его приобрести. Несмотря на жалобы фанатов, Nintendo не смогла возобновить предзаказы после завершения первоначального периода продаж, поскольку выпущенное лимитированное издание обязано оставаться таковым, и его перевыпуск нарушил бы японское коммерческое законодательство. К началу 2013 года было продано 455 268 копий игры, что позволило ей войти в топ-30 самых продаваемых тайтлов 2012 года. Позже Nintendo сообщила, что, помимо основной игры, к сентябрю 2012 года было продано 1,2 миллиона единиц DLC, что принесло дополнительно 380 миллионов иен (около 4,8 миллиона долларов США).
На Западе продажи так же были высокими. В течение первого месяца в Северной Америке игра разошлась тиражом в 180 000 копий, из которых 63 000 пришлись на загрузки из eShop. Эти показатели обеспечили Awakening лучший старт продаж за первый месяц по сравнению со всей остальной франшизой в Северной Америке. К апрелю общее число проданных копий достигло 240 000, включая 20 000 цифровых продаж. К сентябрю общие продажи в Северной Америке достигли 390 000 копий. В Великобритании Awakening дебютировала на третьем месте чартов, уступив Injustice: Gods Among Us и BioShock Infinite. Игра и бандл с лимитированным изданием консоли увеличили продажи 3DS и 3DS XL почти на 50% по сравнению с показателями предыдущей неделей. По состоянию на январь 2017 года, по всему миру было продано 1,9 миллиона копий игры, из них 500 000 копий в Японии и 1,4 миллиона в других регионах.

## Влияние
Высокие продажи игры, значительно превысившие сделанные во время производства прогнозы Nintendo, гарантировали, что серия Fire Emblem будет продолжена. В январе 2015 года была анонсирована новая игра Fire Emblem для Nintendo 3DS, создаваемая той же основной командой разработчиков, что разрабатывали Awakening — Fire Emblem Fates. Успеху Awakening также приписывают популяризацию консоли среди других японских издателей RPG, таких как Square Enix и Atlus.
Успех Awakening также привел к появлению персонажей игры в других проектах Nintendo. Два главных героя игры, Люцина и Робин, были представлены в кроссоверном файтинге 2014 года Super Smash Bros. 4. Хрома также рассматривали в качестве игрового персонажа, но сочли его слишком похожим на других уже имевшихся в ростере героев Fire Emblem, поэтому его появление ограничилось небольшими неигровыми камео. Однако по многочисленным просьбам, приходившими в основном из Японии, его всё же сделали играбельным персонажем в следующей части франшизы — Super Smash Bros. Ultimate. Также в игру была добавлена арена, основанная на Арене Ферокс, и подборка музыкальных композиций из Awakening.
Люцина и Робин также стали доступны в качестве игровых персонажей в Code Name: S.T.E.A.M., Fire Emblem Fates и (временно) в Fire Emblem Echoes: Shadows of Valentia для тех, кто отсканировал их фигурки Amiibo. Костюмы Хрома и Люцины также были доступны в видеоигре Monster Hunter Frontier G от Capcom в рамках кросс-промоакции с Nintendo. Во время продвижения Fates была выпущена коллекционная карточная игра по мотивам Fire Emblem, а бесплатное DLC позволяло персонажам из Fates посетить мир Awakening перед самым началом действий его сюжета. Карточный набор, посвящённый Awakening, содержал код для загрузки Люцины в качестве игрового персонажа в Fates. Хром и Люцина являются игровыми юнитами в Project X Zone 2. Хром также появлялся в качестве камео в изданной Nintendo мобильной игре Dragalia Lost. Многие персонажи из Awakening есть в Tokyo Mirage Sessions ♯FE — кроссовере с мегафраншизой Megami Tensei от Atlus. Они также широко представлены в качестве игровых юнитов в кроссоверных спин-оффах Fire Emblem Heroes и Fire Emblem Warriors, последний из которых вышел одновременно с первой Amiibo-фигуркой Хрома. Вторая такая фигурка для линейки Super Smash Bros. была выпущена 15 ноября 2019 года.

## Комментарии
1. ↑  В Японии известна как Fire Emblem: Kakusei (яп. ファイアーエムブレム 覚醒 Faiā Emuburemu: Kakusei)
2. ↑  Может считаться одиннадцатой[1][2], триннадцатой (включая ремейки)[3]<[4] или четырнадцатой (включая все выпущенные на тот момент игры)[5][4] частью серии